# Plataforma central

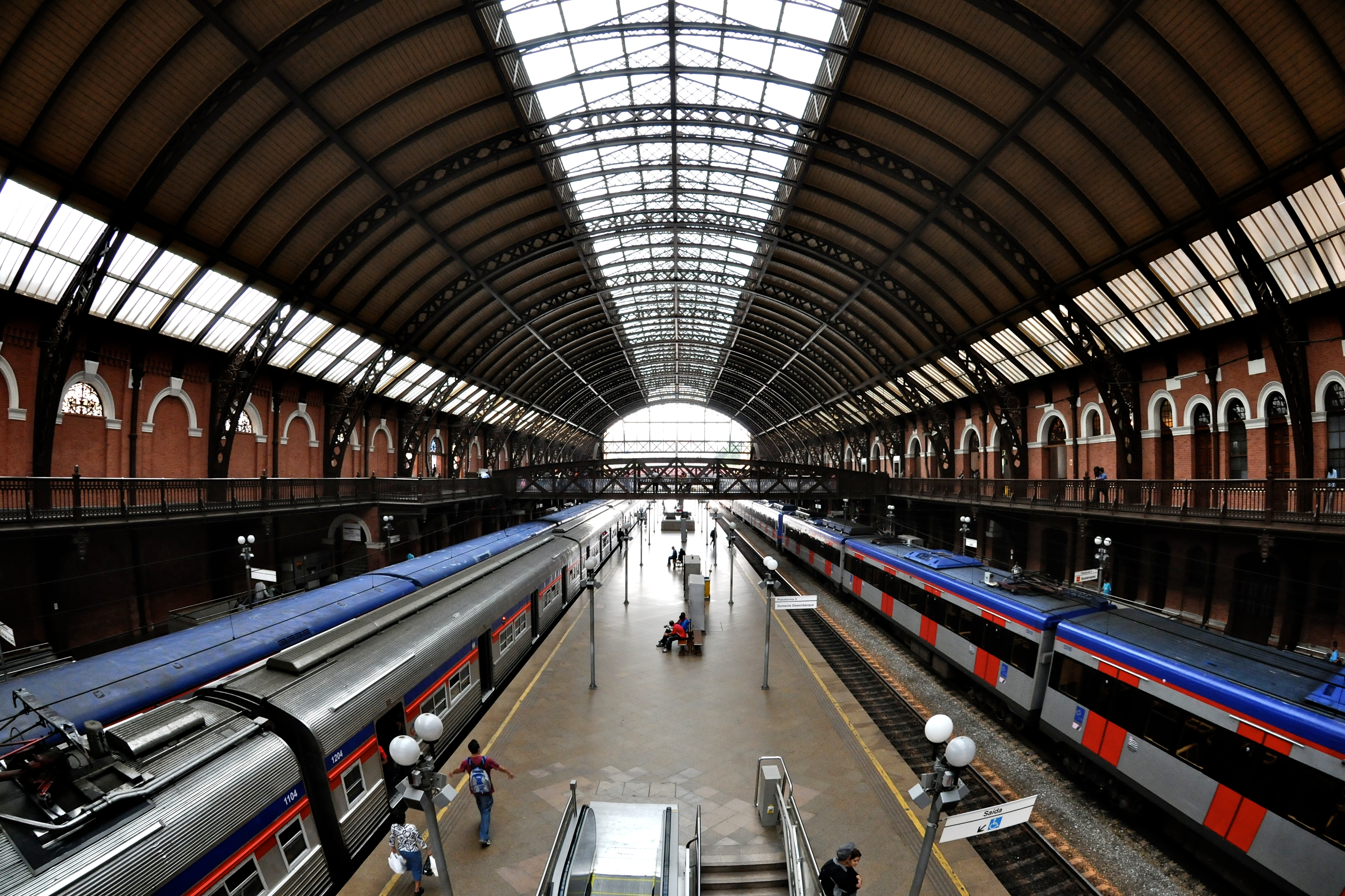
Plataforma central da Estação da Luz, em São Paulo

Plataformas centrais (também chamadas plataformas de ilha ou plataformas insulares) são um arranjo de layout em que uma única plataforma é posicionada entre dois trilhos dentro de uma estação ferroviária, parada de bonde ou intercâmbio de trânsito. No geral, estes trilhos são da mesma linha, com trens movendo-se em direções opostas em cada trilho. Estações podem possuir várias plataformas centrais e/ou laterais em conjunto.
As plataformas insulares são populares em rotas de pista dupla devido a razões econômicas e de uso do solo. Também são úteis em estações maiores, onde serviços locais e expressos para a mesma direção de viagem podem ser fornecidos de lados opostos da mesma plataforma, simplificando assim as transferências entre os dois trilhos. Um arranjo alternativo é posicionar as plataformas laterais em ambos os lados dos trilhos. Seu uso histórico depende muito da localização. No Reino Unido, por exemplo, elas são relativamente comuns quando a linha ferroviária está em um corte ou elevada em um aterro, pois isso facilita o acesso à plataforma sem atravessar os trilhos.

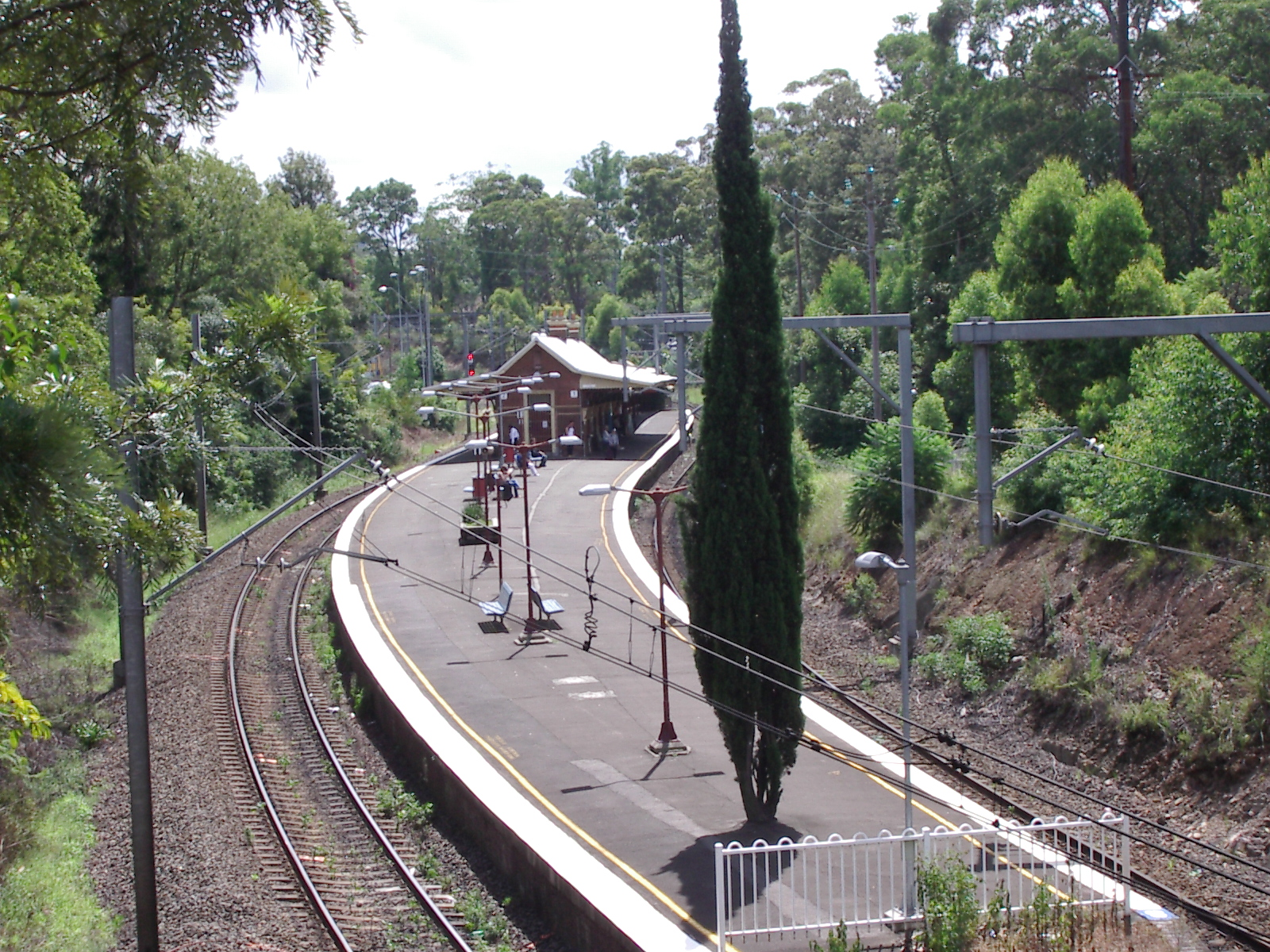
Estação de Beecroft em Sydney, Australia, uma plataforma de ilha no meio de uma curva reversa. Ela é acessada por uma passagem inferior

## Vantagens e compensações
As plataformas de ilha são necessárias para qualquer estação com muitas plataformas de passagem. Também há vantagens em construir pequenas estações de duas vias com uma única plataforma de ilha em vez de duas laterais. Elas permitem que instalações como lojas, banheiros e salas de espera sejam compartilhadas entre as duas pistas, em vez de serem duplicadas ou presentes apenas em um lado. Também torna mais fácil para os viajantes com necessidades especiais mudarem de serviço entre os trilhos ou as instalações de acesso. Se os trilhos estiverem acima ou abaixo do nível da entrada, a estação precisa apenas de uma escada e (se for necessária acessibilidade para PCD's) um elevador ou rampa para permitir o acesso às plataformas. Se os trilhos estiverem no mesmo nível da entrada, isso cria uma desvantagem; um arranjo de plataforma lateral permite que uma plataforma seja adjacente à entrada,
Se a plataforma de ilha não for larga o suficiente para lidar com o número de passageiros, a superlotação pode ser um problema. Exemplos de estações onde um modelo estreito causou problemas de segurança incluem Clapham Common e Angel (reconstruída em 1992 ambas no metrô de Londres, Union (reconstruída em 2014), no metrô de Toronto, e Umeda, no metrô de Osaka.
Este modelo de plataforma exige que os trilhos desviem em torno da plataforma central, e é necessária uma largura extra ao longo da faixa de domínio em cada aproximação da estação, especialmente em linhas de alta velocidade. Os centros das vias variam de acordo com os sistemas ferroviários em todo o mundo, mas normalmente têm de 3 a 5 metros. Se a plataforma de ilha tiver 6 metros de largura, os trilhos devem girar na mesma distância. Embora esse requisito não seja um problema em uma nova linha em construção, torna impossível a construção de uma nova estação em uma linha existente sem alterar os trilhos. A plataforma de uma única ilha também dificulta bastante a passagem de trilhos (usados por trens que não param naquela estação), que geralmente ficam entre os trilhos locais (onde estaria a ilha).

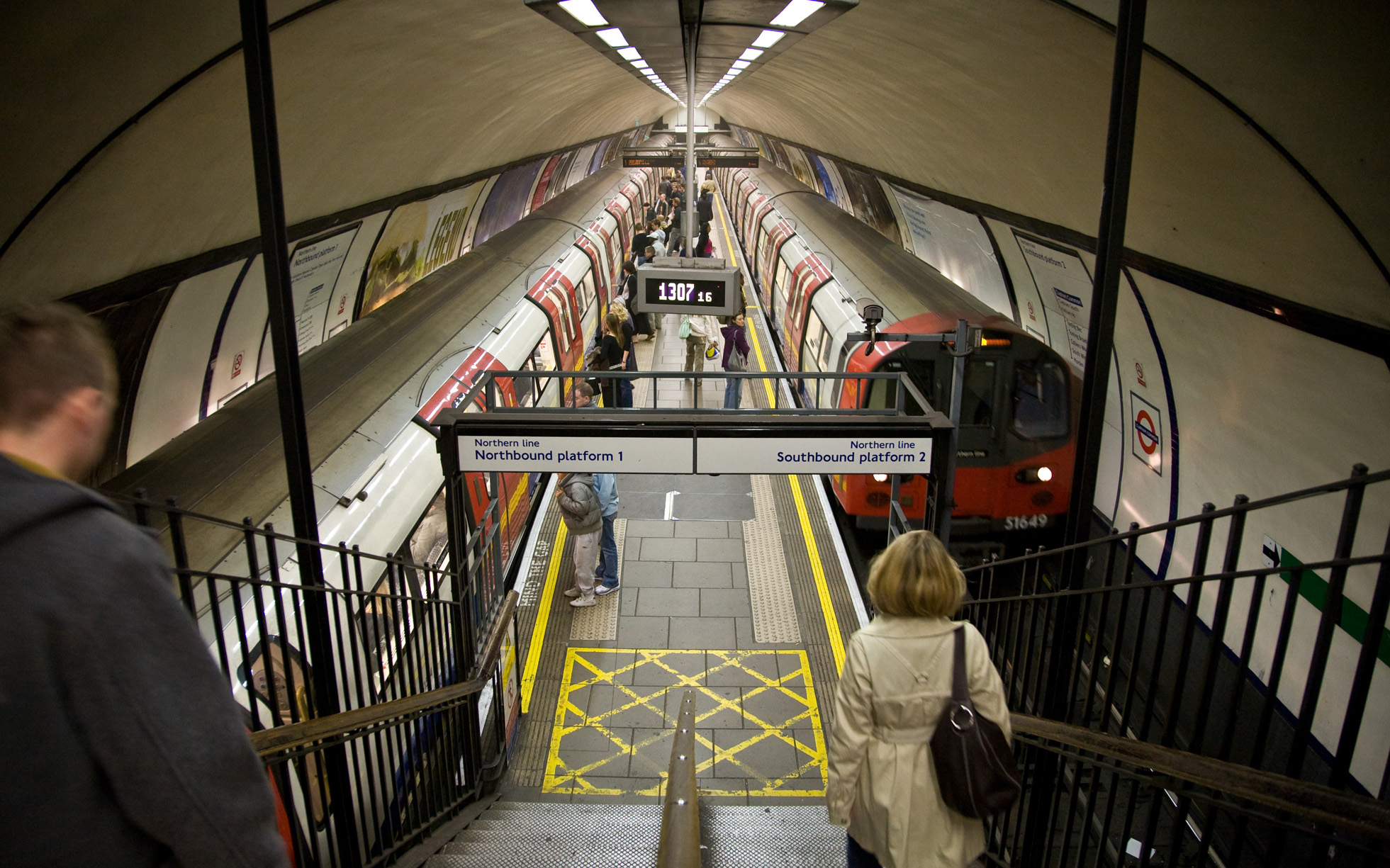
Clapham Common, Metrô de Londres

Uma configuração comum em locais movimentados com linhas de alta velocidade é um par de plataformas insulares, com trens mais lentos divergindo da linha principal (ou usando um nível separado na faixa de domínio da ferrovia) para que os trilhos da linha principal permaneçam retos. Os trens de alta velocidade podem, portanto, passar direto pela estação, enquanto os trens lentos passam pelas plataformas (como em Kent House, em Londres). Esse arranjo também permite que a estação sirva como um ponto onde trens lentos podem ser ultrapassados por trens mais rápidos. Uma variação em algumas estações é ter pares de trilhos lentos e rápidos, cada um servido por plataformas insulares (como é comum no metrô de Nova York; na Broad Street Line da Filadélfia; e as linhas Red e Purple do Metrô de Chicago).

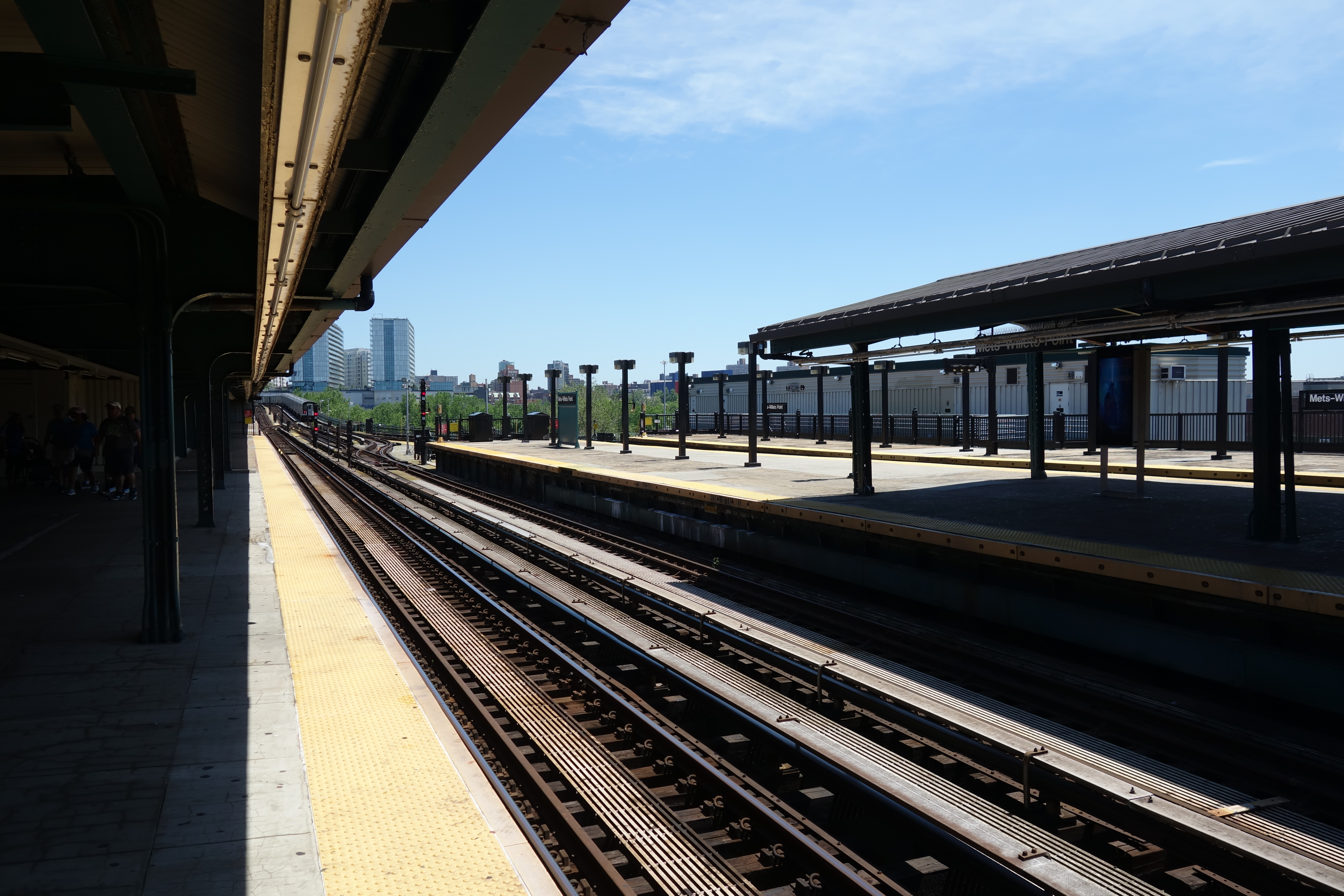
Estação Mets-Willets Point (IRT Flushing Line), no Metrô de Nova York, com sua plataforma de ilha imprensada entre suas duas plataformas laterais

Um layout mais raro, presente em Mets-Willets Point (IRT Flushing Line), 34th Street–Penn Station (IRT Broadway–Seventh Avenue Line) e em 34th Street–Penn Station (IND Eighth Avenue Line), no Metrô de Nova York, usa duas plataformas laterais para serviços locais com uma ilha intermediária para serviços expressos. O objetivo desse projeto atípico era reduzir o congestionamento desnecessário de passageiros em uma estação com alto volume de pessoas. As linhas IRT Seventh Avenue e IND Eighth Avenue Line possuem estações expressas adjacentes na 42nd Street, sendo que os passageiros podem fazer suas transferências de trens locais para expressos lá, deixando mais espaço disponível para os que utilizam trens intermunicipais na Estação Pennsylvania. A estação Mets–Willets Point station (IRT Flushing Line), à época ainda chamada Willets Point Boulevard, foi reformada para acomodar o grande volume de visitantes da Feira Mundial de 1939.

## Exemplos
Muitas das estações da Great Central Railway, na Inglaterra (agora quase totalmente fechadas), foram construídas dessa forma. Isso porque a linha foi planejada para se conectar ao Eurotúnel. Se isso acontecesse, as linhas precisariam ser compatíveis com a bitola continental, o que significaria que seria fácil mudar a linha para uma bitola maior, afastando a via da plataforma para permitir que o material rodante continental de corpo mais largo pudesse passar livremente, deixando a área da plataforma intocada.
As plataformas da ilha também são uma visão muito normal nas estações ferroviárias indianas, sendo que quase todas consistem neste modelo.

### Austrália
Na Eastern Suburbs Railway e na Epping to Chatswood Railway, em Sydney, os túneis gêmeos são amplamente espaçados e os trilhos podem permanecer em centros constantes, deixando espaço para as plataformas da ilha. Uma pequena desvantagem é que os cruzamentos precisam ser bastante longos. Exemplos em Melbourne incluem West Footscray, Middle Footscray, Albion e Tottenham em Sunbury Line, e Watsonia e Heidelberg, em Hurstbridge Line.

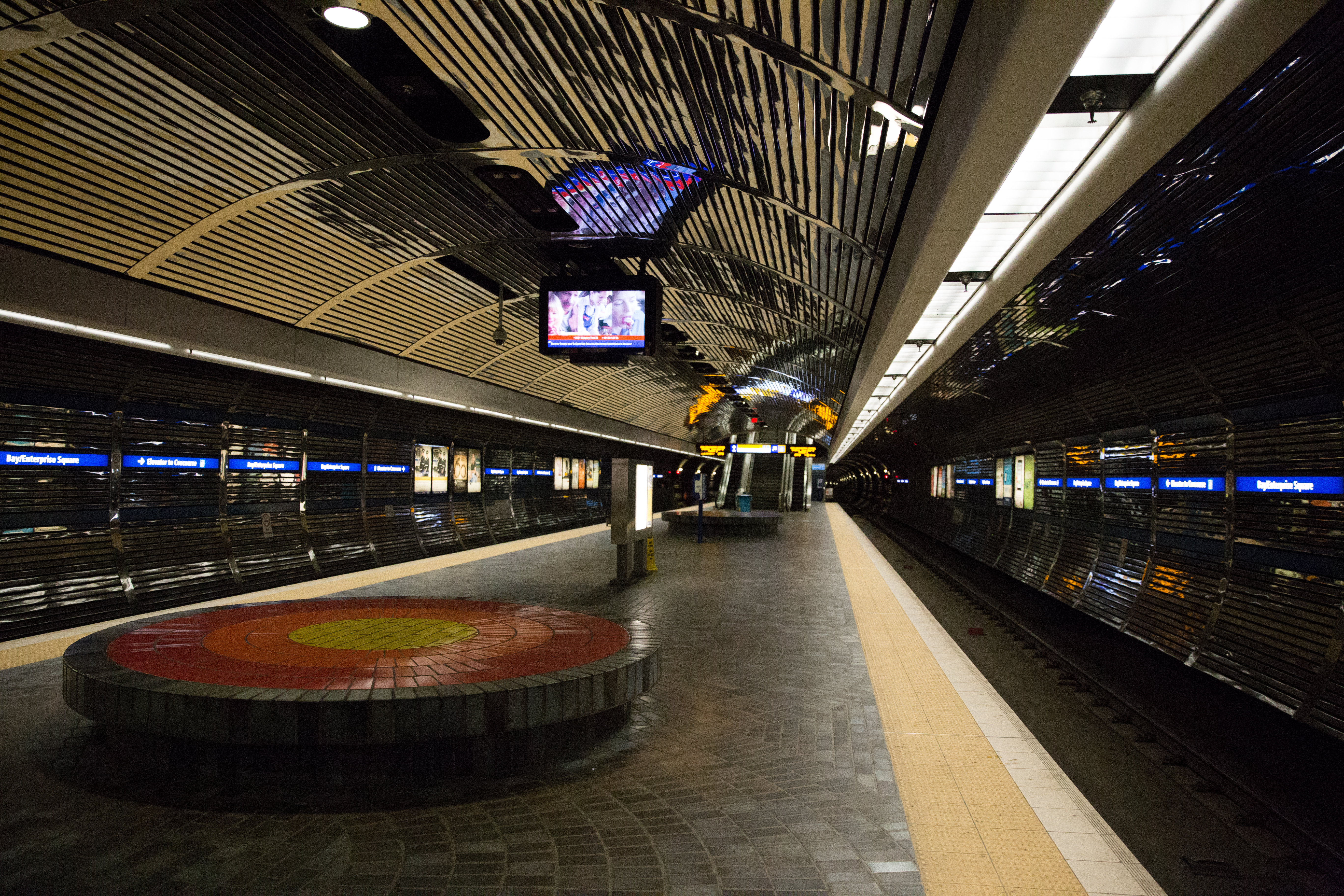
Plataforma de ilha na Estação Bay/Enterprise Square, no Metrô de Edmonton, Canadá

### Canadá
Em Toronto, 29 estações de metrô usam plataformas insulares (algumas nas estações mais novas na Bloor-Danforth Line, algumas na Yonge-University-Spadina Line e todas as da Sheppard Line.
Já em Edmonton, todas as 18 estações do metrô local na Capital Line e na Metro Line usam plataformas insulares. A Valley Line, em construção, utiliza a nova tecnologia de VLT's de piso baixo, mas usará plataformas insulares apenas em uma de suas doze paradas.

### Singapura
Quase todas as estações elevadas do sistema Mass Rapid Transit (MRT), de Singapura, utilizam plataformas insulares. As exceções são as estações Dover MRT e Canberra MRT, que usam plataformas laterais, por serem construídas em uma linha ferroviária existente, também conhecida como estação de preenchimento. Gul Circle usa uma configuração de plataforma de ilha empilhada. O mesmo vale para as estações de metrô, com exceção das estações Braddell MRT, Bishan MRT, Ang Mo Kio MRT e de algumas estações da Downtown Line (Stevens MRT, Telok Ayer MRT, Chinatown MRT e MacPherson MRT) e a Thomson-East Coast Line (Napier MRT, Maxwell MRT, Shenton Way MRT e Marina Bay MRT)

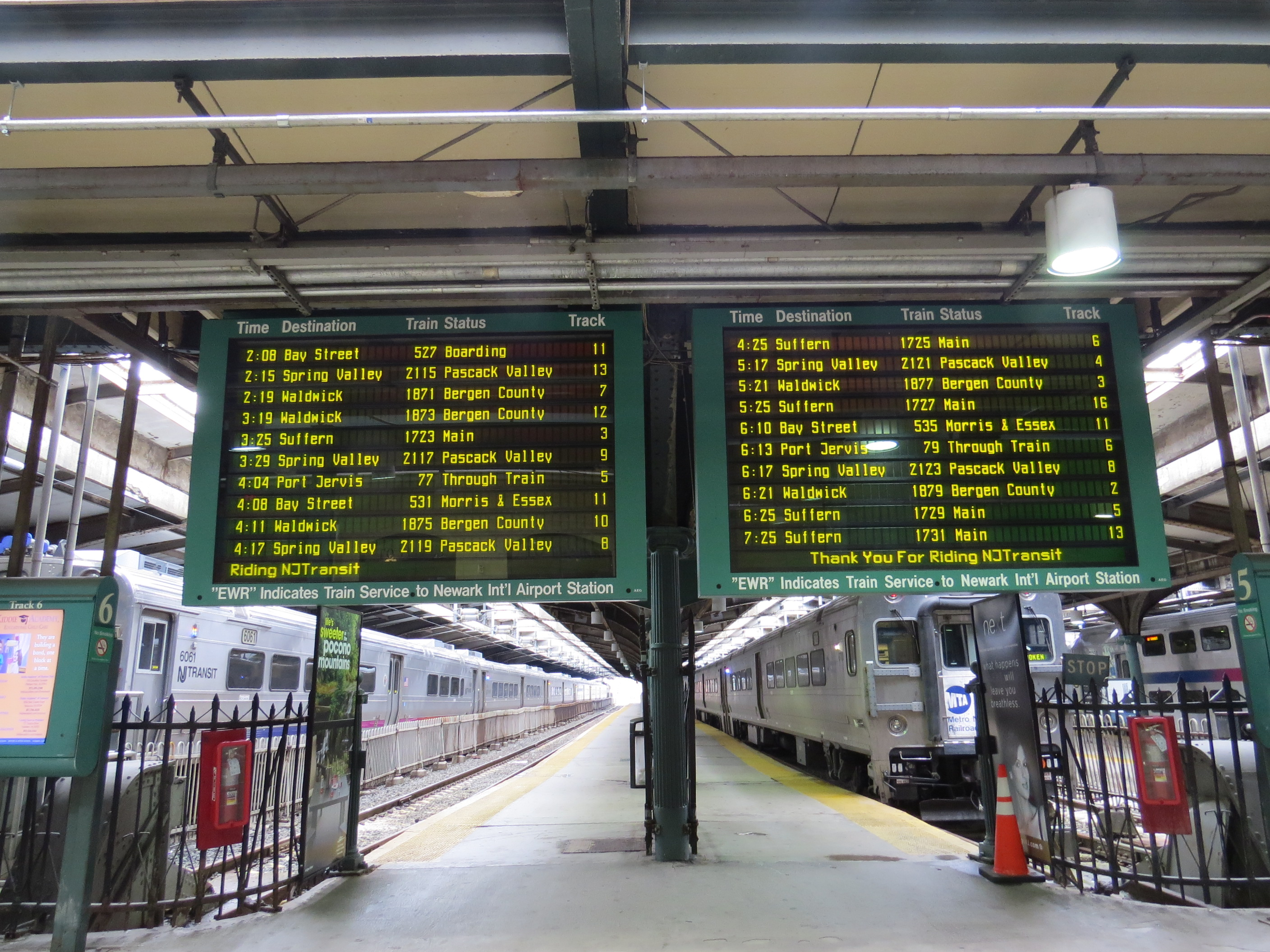
Plataforma insular em Hoboken Terminal, Hoboken, Nova Jérsei

### Estados Unidos
No sul de Nova Jersey e na Filadélfia, a PATCO usa plataformas insulares em todas as suas 13 estações para facilitar a operação de trens individuais. O metrô da Segunda Avenida, em Nova York, também apresenta plataformas insulares em todas as estações. Muitas outras estações no sistema têm o mesmo layout.

## Lados não utilizados de plataformas insulares
Às vezes, quando os trilhos de um lado da plataforma não são usados por trens de passageiros, esse lado pode ser cercado. Exemplos incluem Hurlstone Park e Lewisham, em Sydney, e Yeronga, em Brisbane.
No sistema de metrô de Nova York, os lados não utilizados estão localizados em Bowling Green, bem como todas as estações expressas sem serviço expresso, como Pelham Parkway, na IRT Dyre Avenue Line. Em Jersey City, a estação Newport PATH tem a mesma configuração de Bowling Green - uma plataforma lateral e uma plataforma em ilha.
No Metrô de Tóquio, a Linha Ginza tem uma plataforma lateral e uma plataforma insular em Nihombashi. Da mesma forma, as estações Namba e Minami-morimachi, no metrô de Osaka, têm configurações semelhantes. No JR East, as plataformas da Linha Yokosuka em Musashi-Kosugi apresentarão uma configuração semelhante quando uma nova plataforma lateral for inaugurada.
Na Escócia, algumas estações do metrô de Glasgow têm uma plataforma de ilha e uma plataforma lateral (Hillhead, Buchanan Street e Ibrox).
Em Wellington, Nova Zelândia, os lados não utilizados podem ser encontrados em duas estações da Hutt Valley Line: Waterloo e Petone. A plataforma de ilha de Waterloo foi reconfigurada para ser a plataforma do lado inferior quando a estação foi extensivamente reconstruída no final dos anos 1980, com o lado não utilizado agora voltado para um compartimento de ônibus. A plataforma de ilha de Petone serviu a linha principal ascendente e a linha de loop suburbano até que este foi suspenso no início dos anos 1990. A plataforma não utilizada agora está voltada para o estacionamento da estação

## Galeria

Plataformas insulares ao redor do mundo
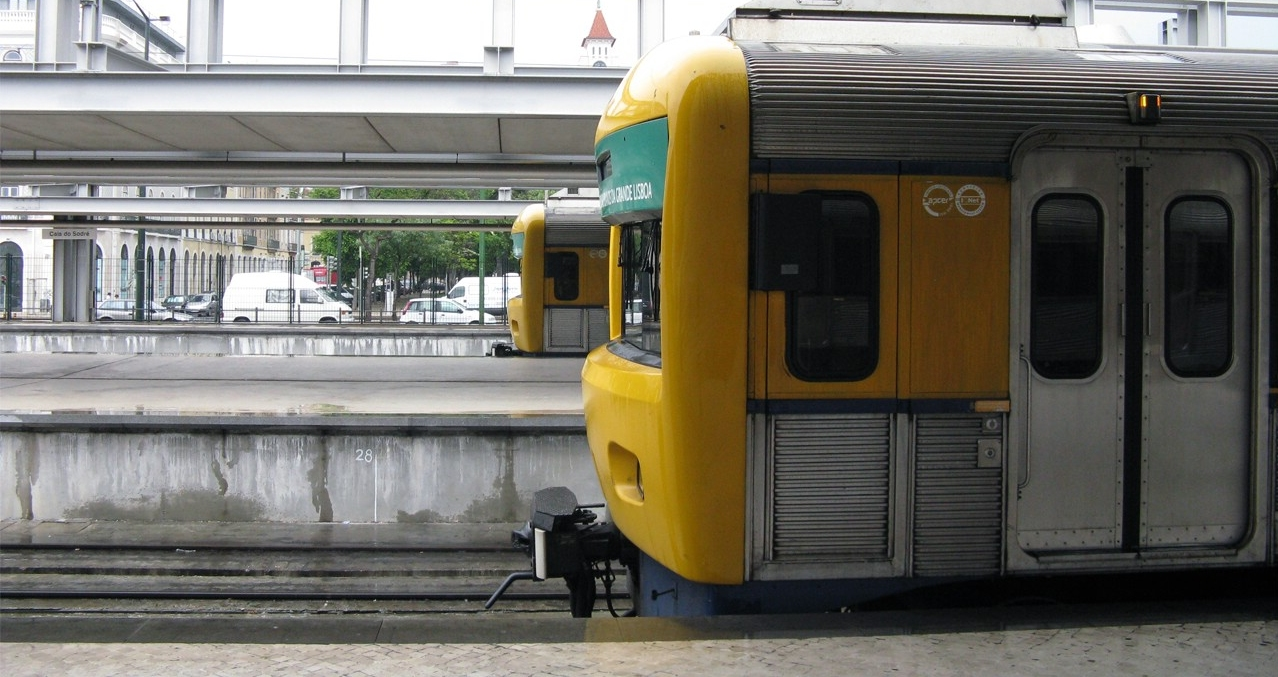
Dois veículos estacionados em plataforma de ilha na Estação Ferroviária do Cais do Sodré, em Lisboa
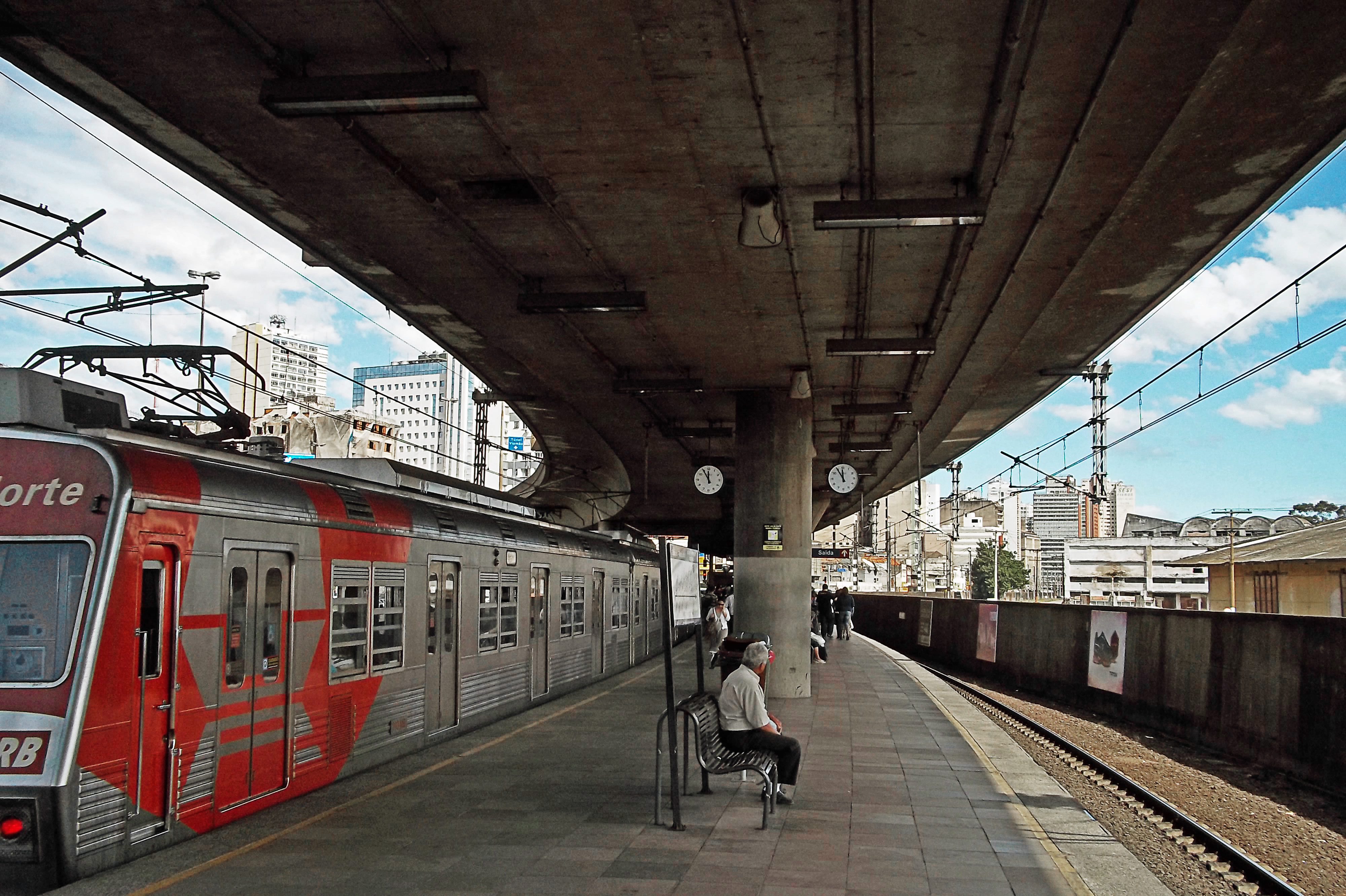
Plataforma de ilha na Estação Rodoviária, do Metrô de Porto Alegre
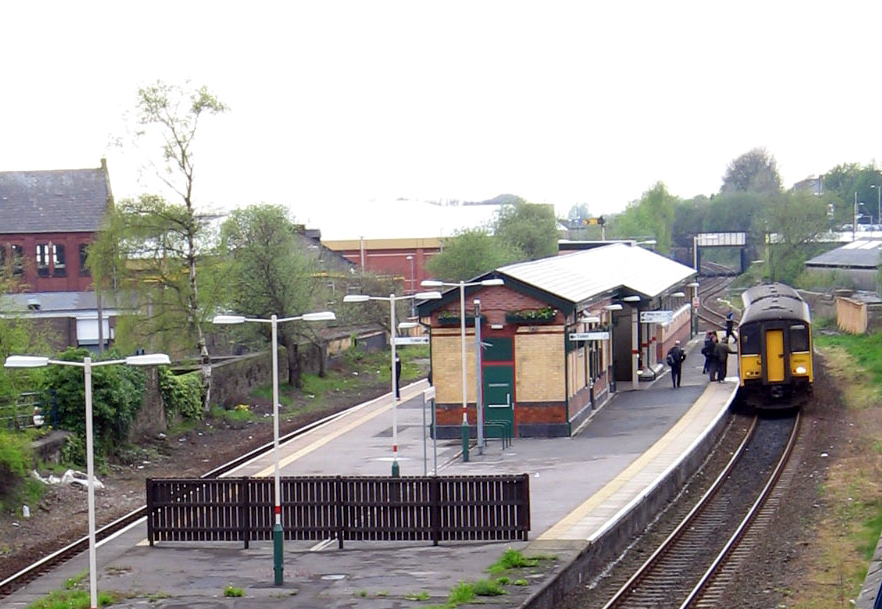
Estação Ashton-under-Lyne, uma estação com plataforma de ilha na Inglaterra
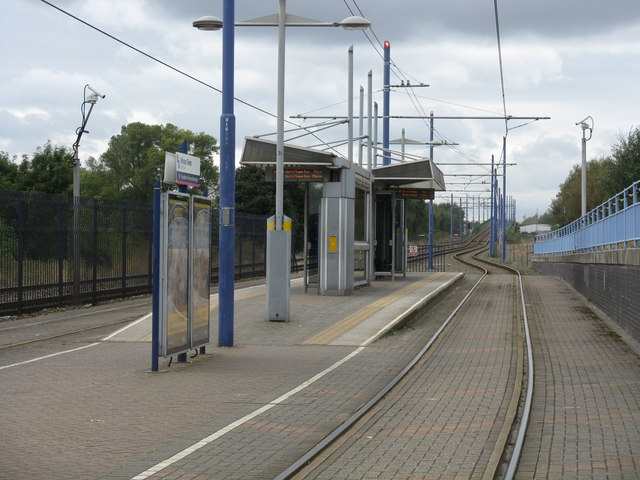
Parada de bonde em plataforma de ilha em Winson Green Outer Circle, no West Midland Metro, Birmingham, Inglaterra
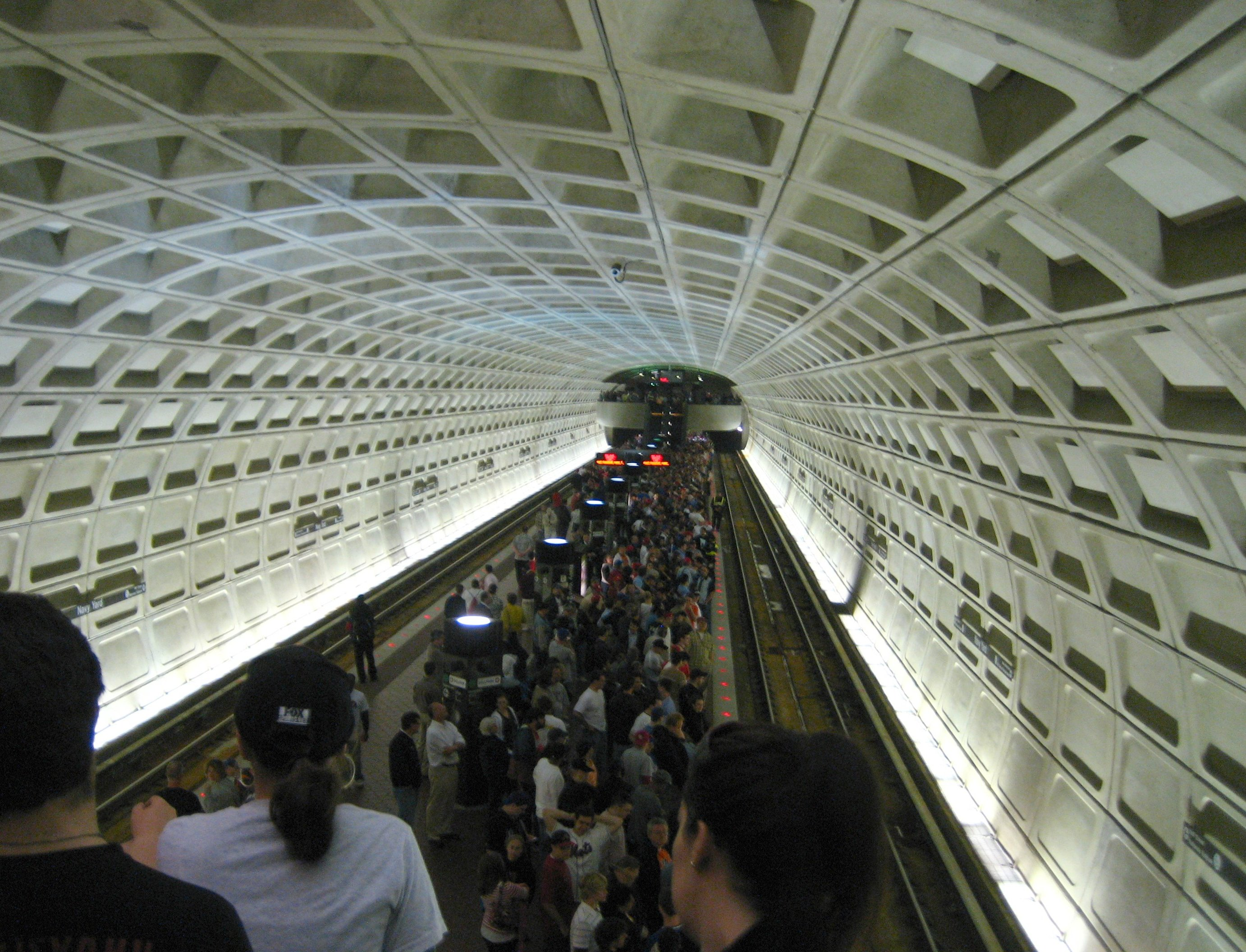
Estação Navy Yard–Ballpark, Linha Verde do Metrô de Washington
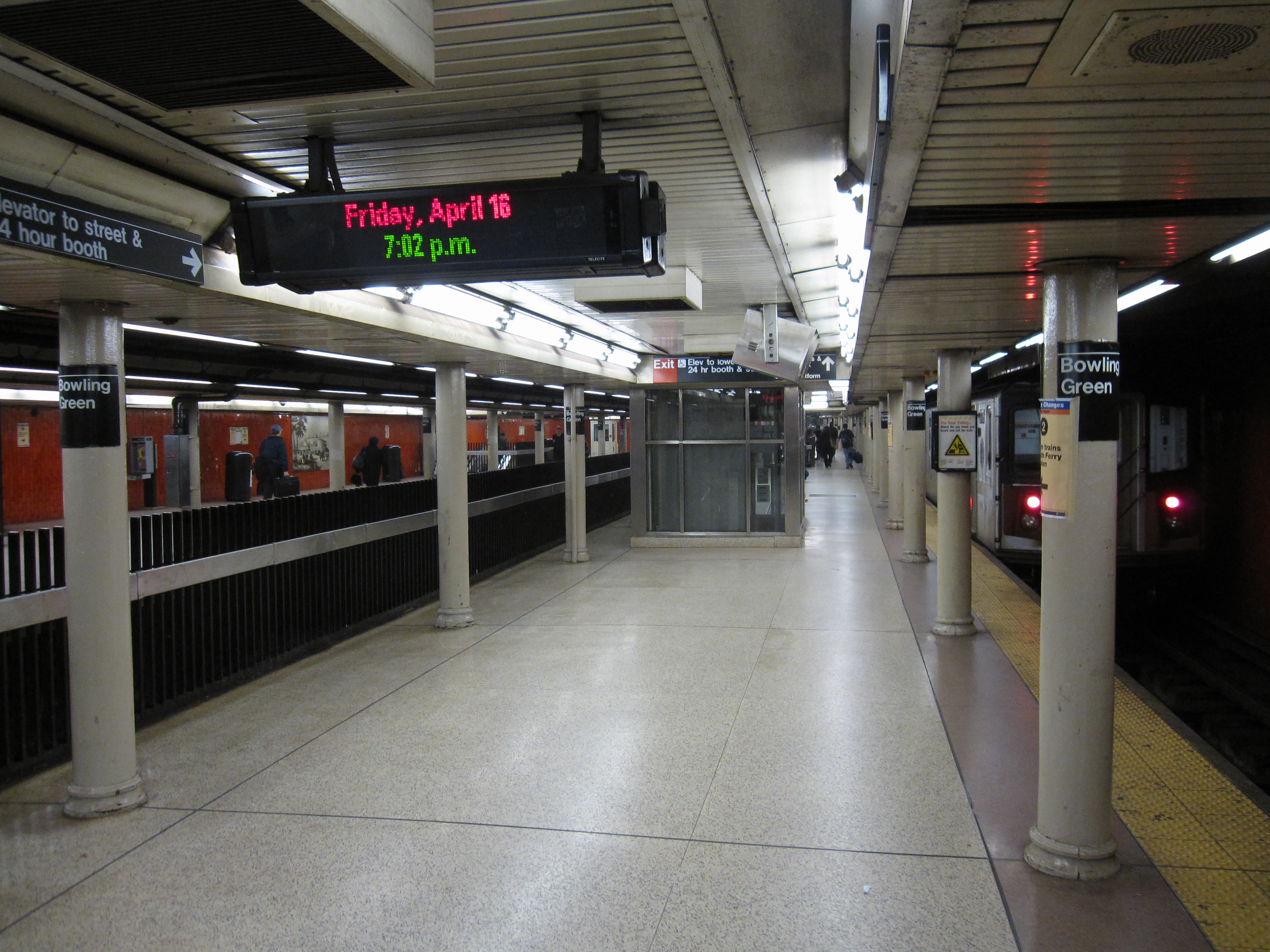
Plataforma insular na Estação Bowling Green, Metrô de Nova York
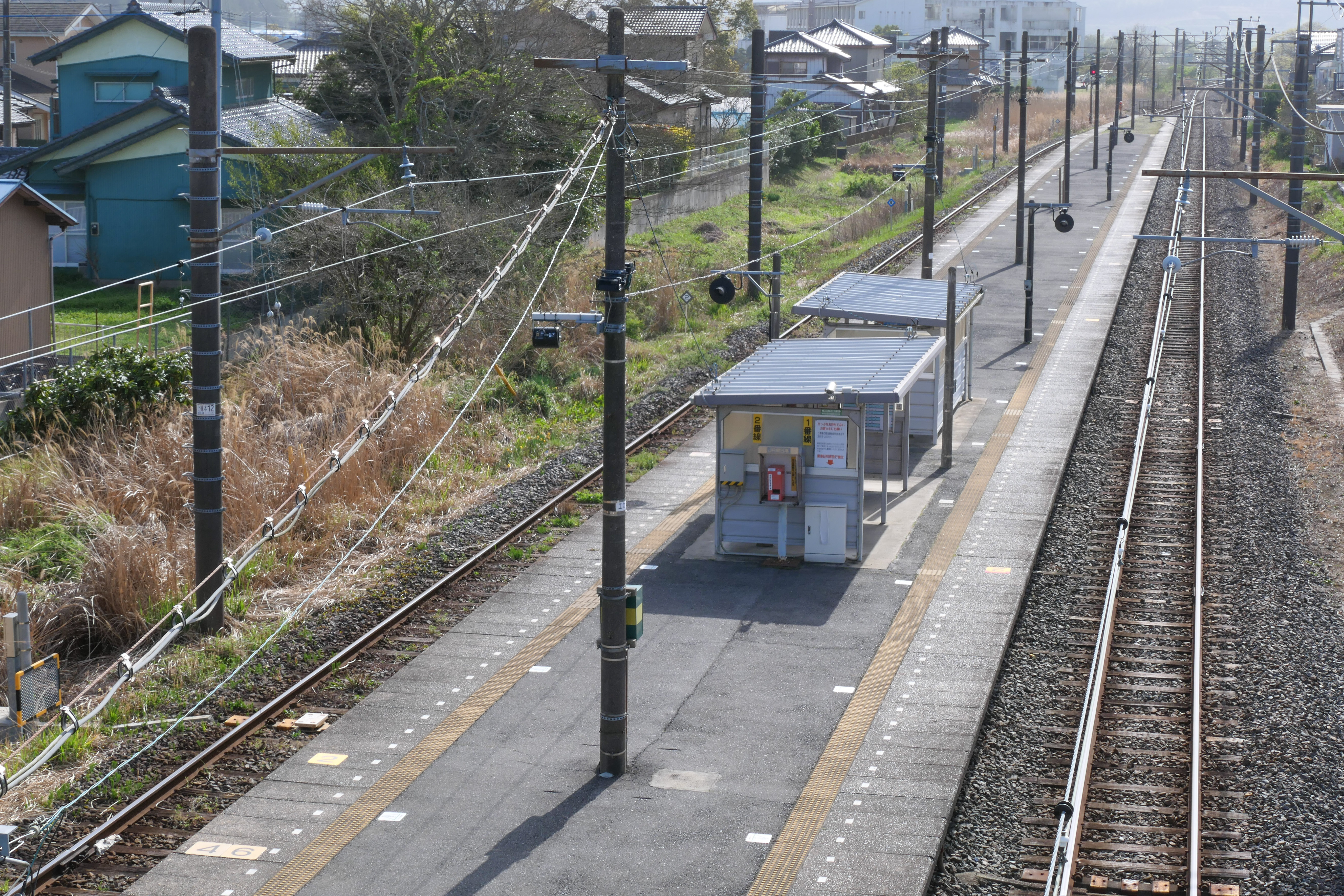
Um exemplo de plataforma de ilha básica na Estação Ōto, na Linha Narita, Japão
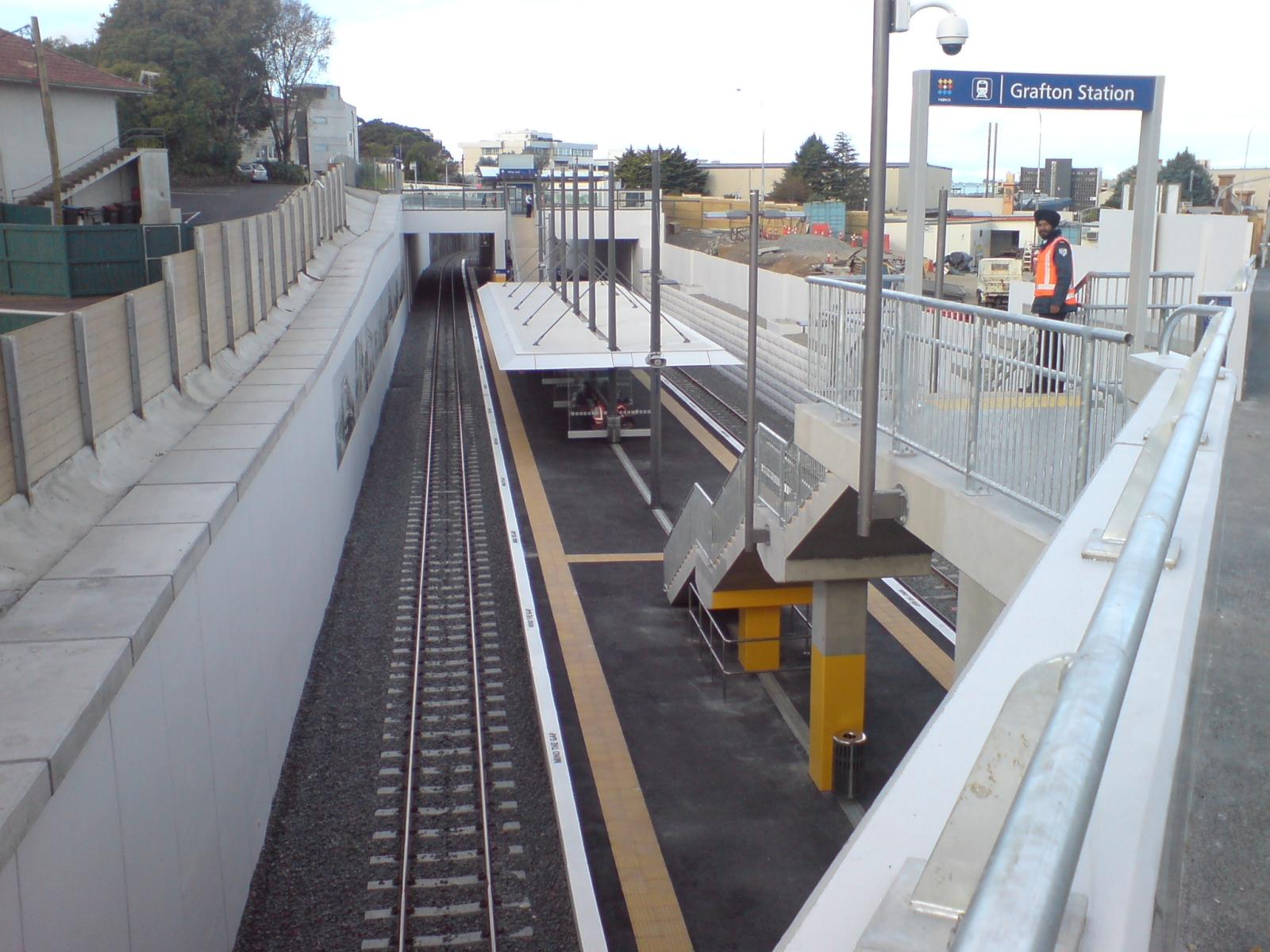
Plataforma de ilha na Estação Grafton, na linha ferroviária suburbana da Western Line, em Auckland, Nova Zelândia
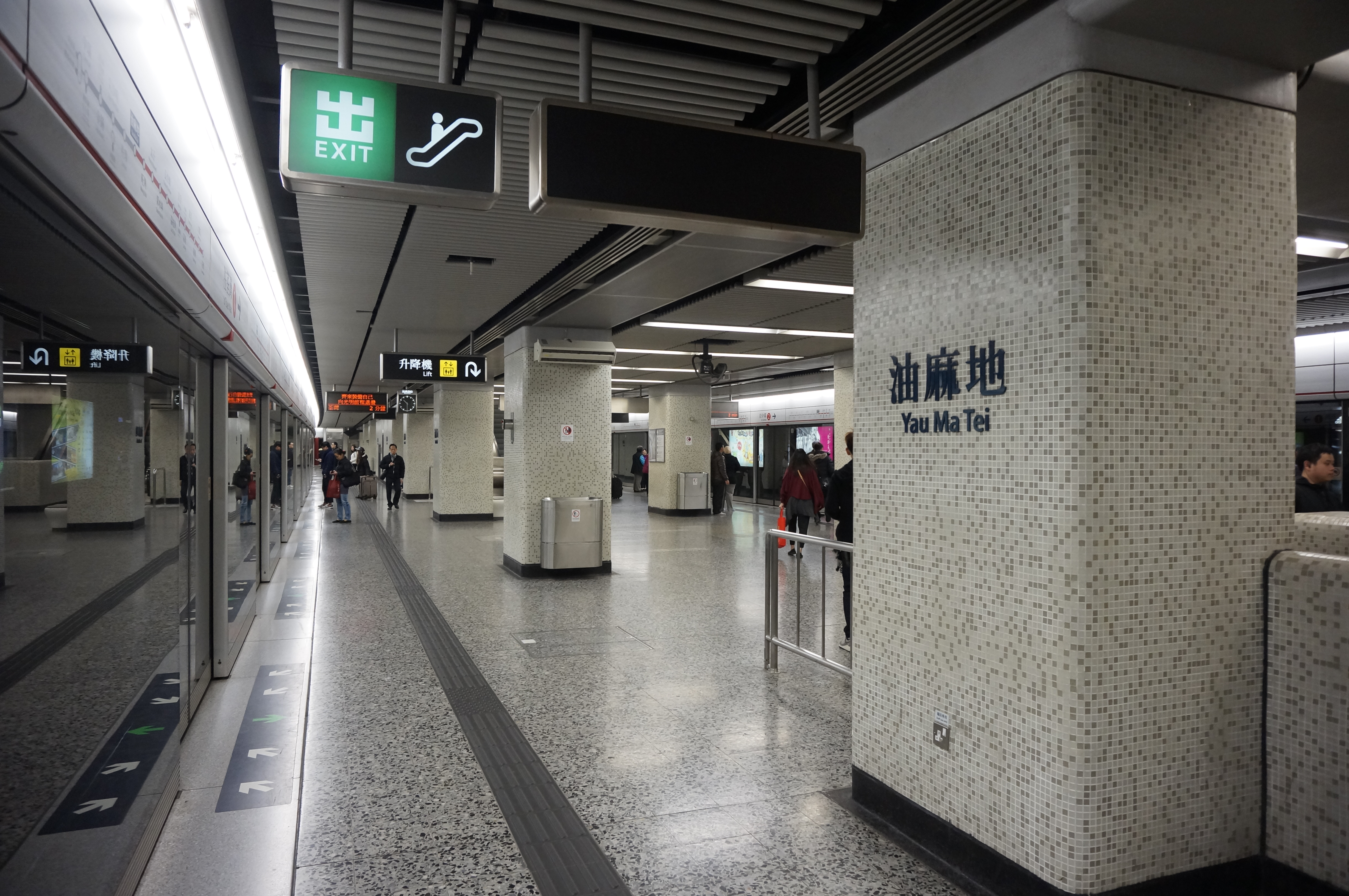
Estação Yau Ma Tei, uma estação com plataforma em ilha em Hong Kong
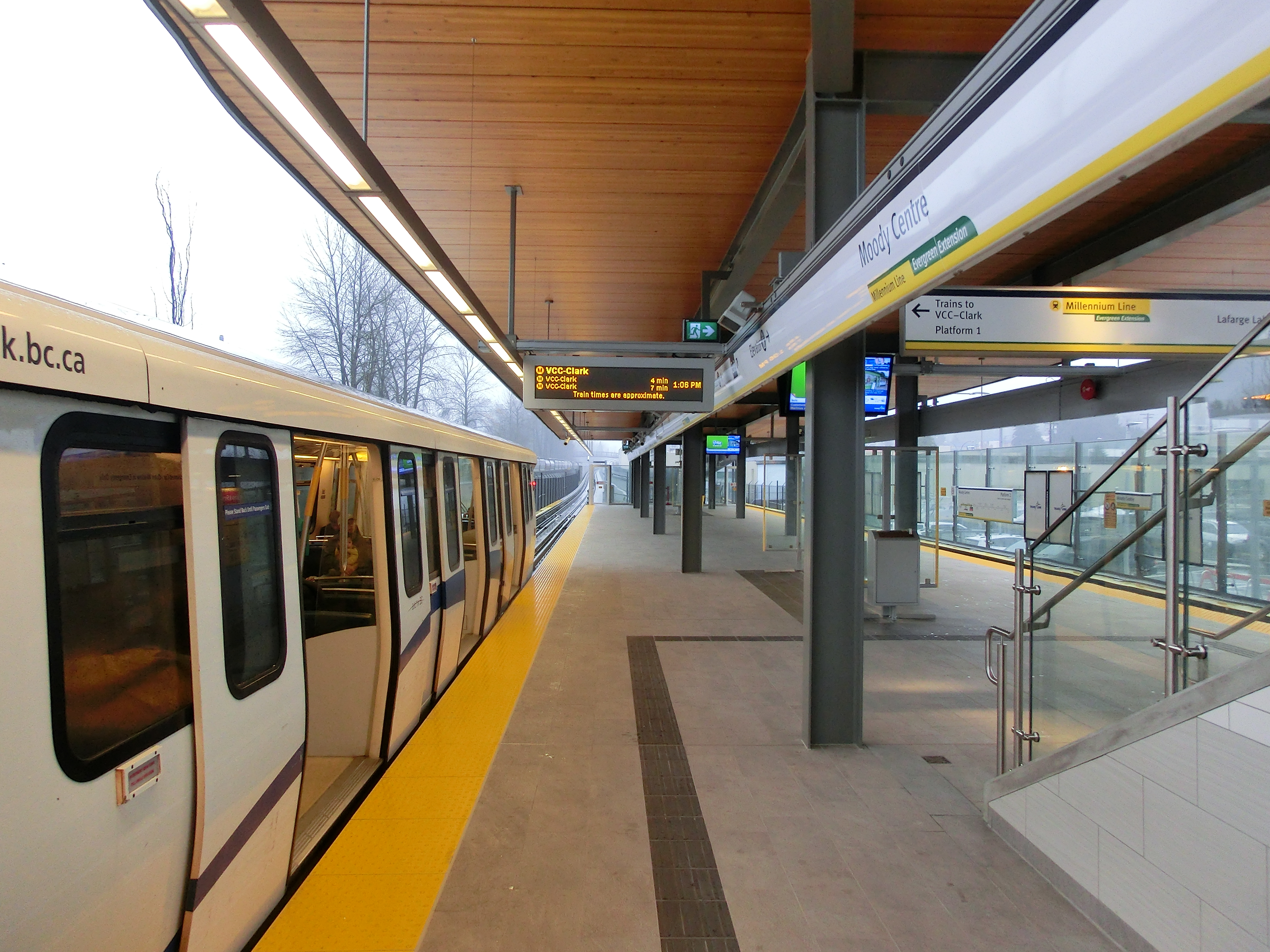
Moody Center, no Metrô de Vancouver, Canadá
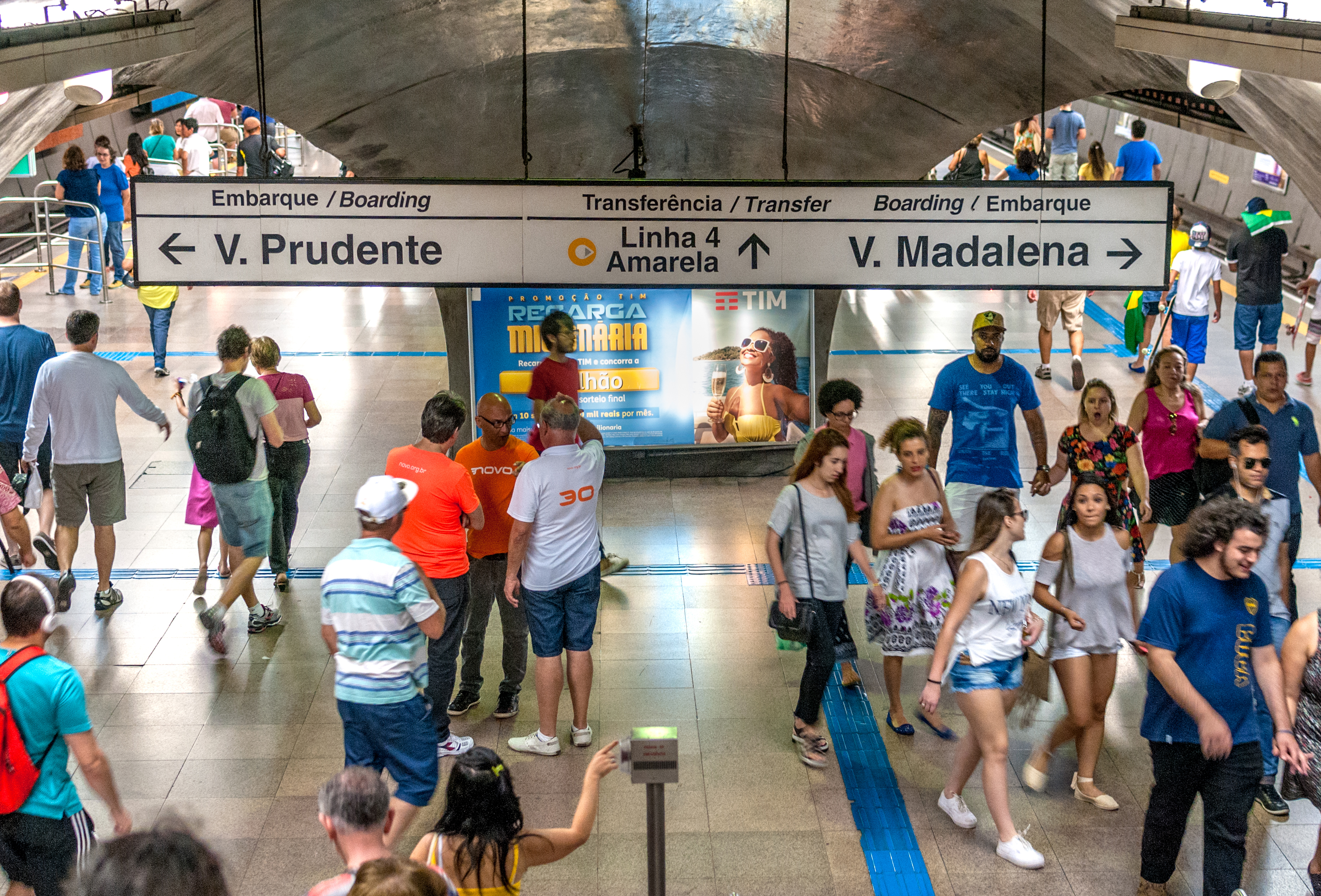
Plataforma da Estação Consolação, do Metrô de São Paulo
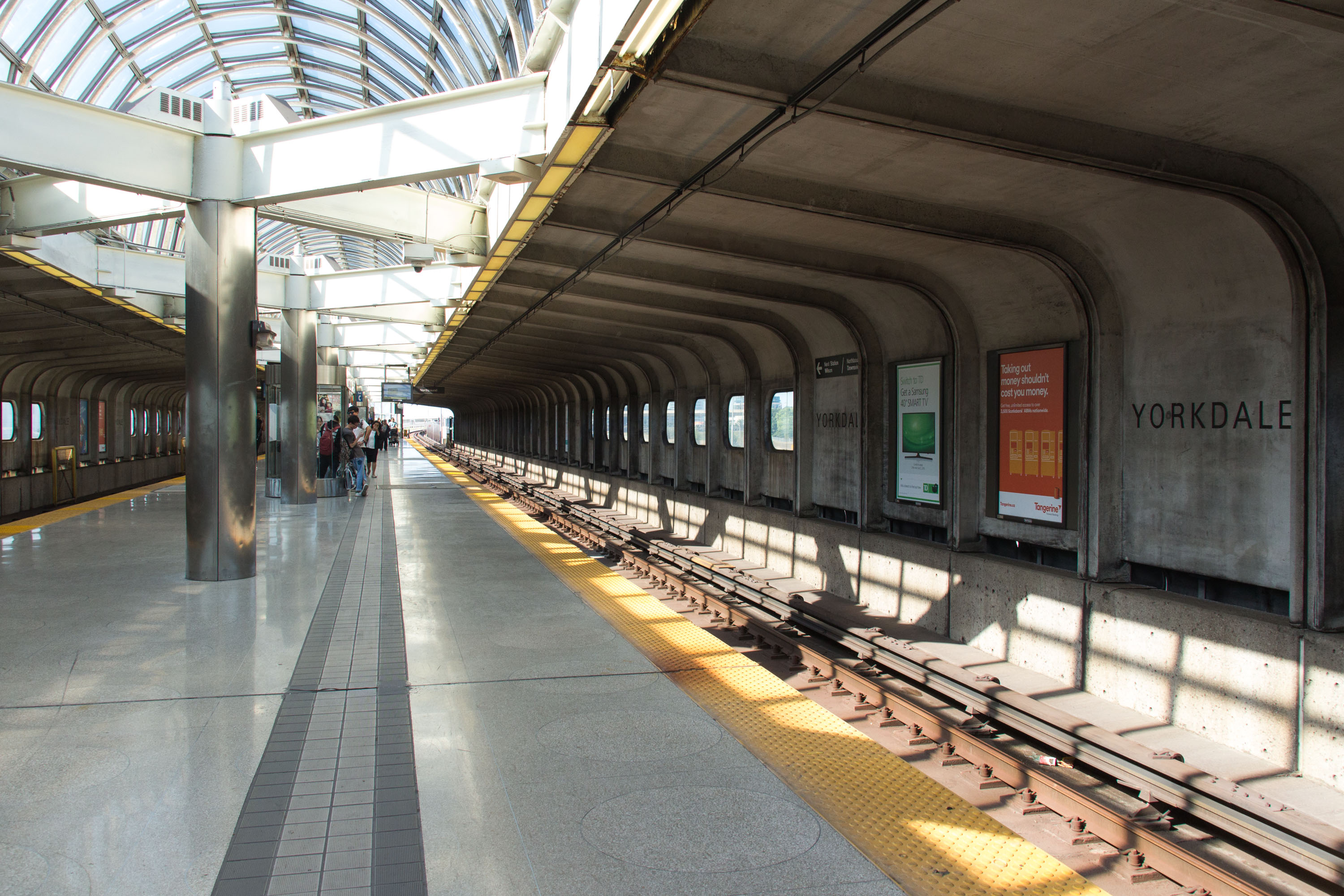
Estação Yorkdale, uma das 29 estações do metrô de Toronto com plataformas centrais
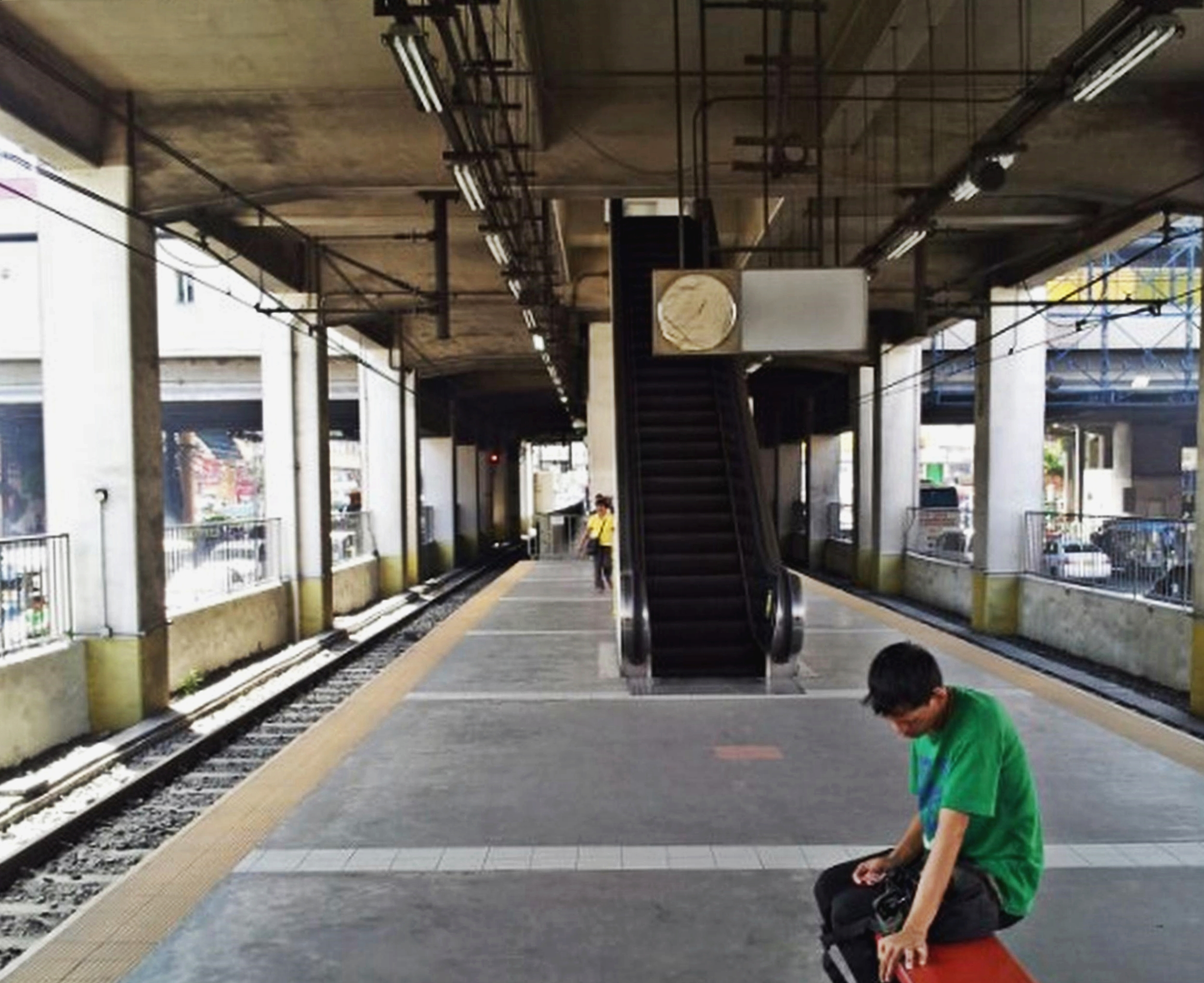
Estação Taft Avenue, uma das poucas plataformas da ilha na Linha 3 do Metrô de Manila, Filipinas
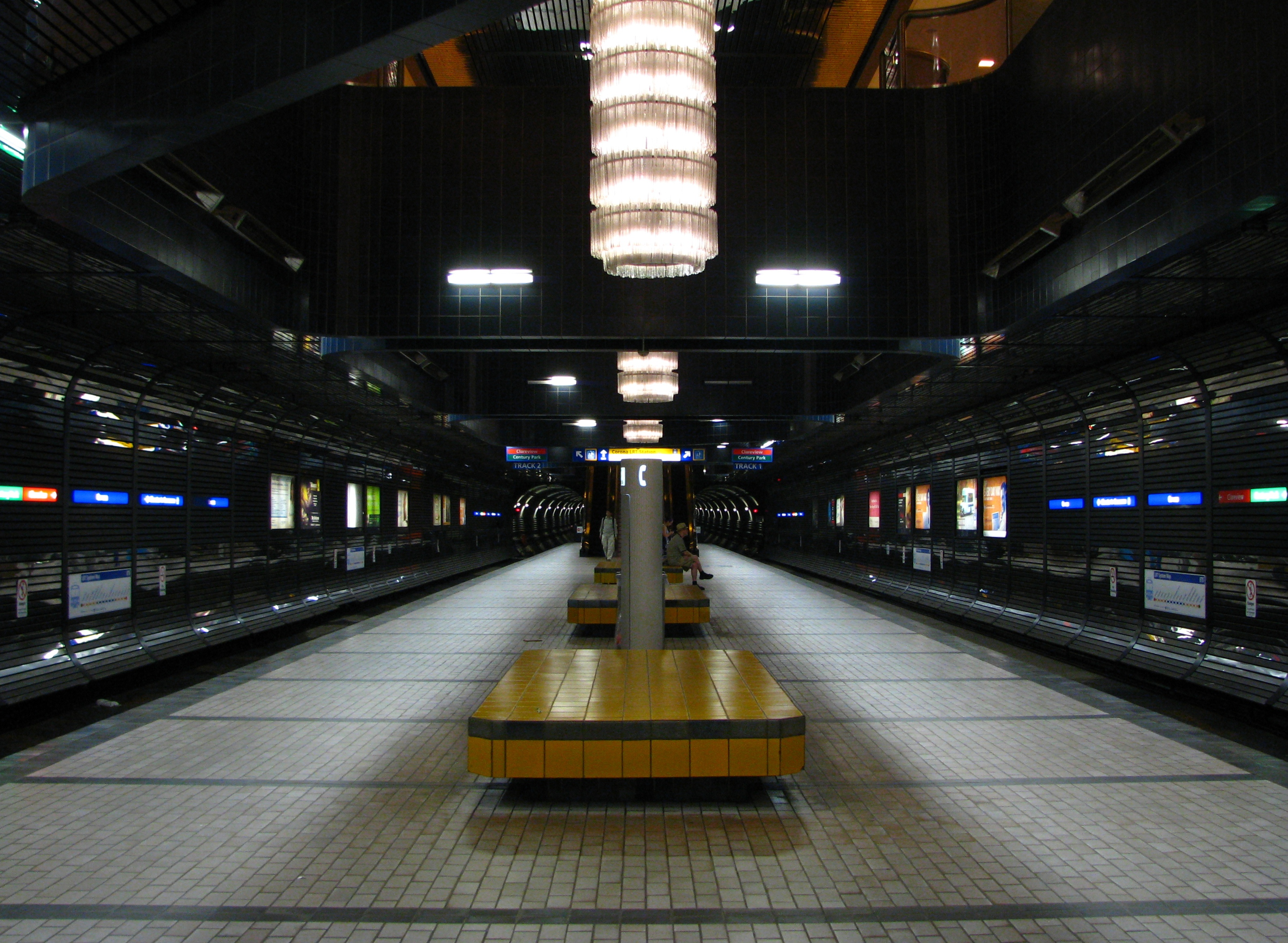
Plataforma de ilha na Estação Corona, em Edmonton, Canadá
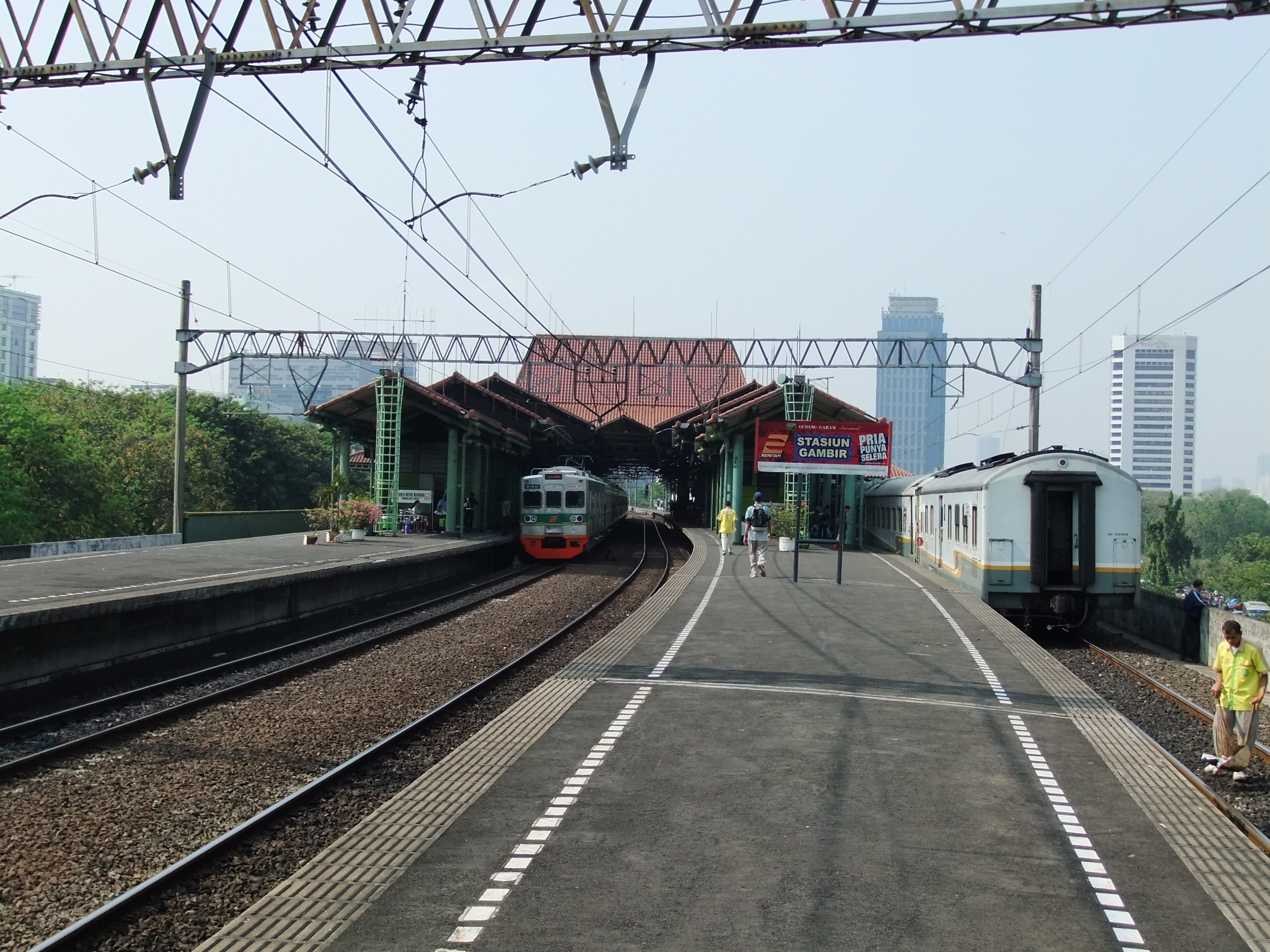
Estação Ferroviária de Gambir, em Jacarta, Indonésia